# Parafia św. Bartłomieja Apostoła w Stradomi Wierzchniej
Parafia Świętego Bartłomieja Apostoła w Stradomi Wierzchniej – parafia rzymskokatolicka, znajdująca się w diecezji kaliskiej, w dekanacie Syców.